# Bachia guianensis
Bachia guianensis là một loài thằn lằn trong họ Gymnophthalmidae. Loài này được Hoogmoed & Dixon mô tả khoa học đầu tiên năm 1977.